# Beziehungen zwischen Nigeria und den Vereinigten Staaten
Die Beziehungen zwischen Nigeria und den Vereinigten Staaten sind das zwischenstaatliche Verhältnis zwischen Nigeria und den Vereinigten Staaten. Beide Länder unterhalten seit 1960 diplomatische Beziehungen. Aufgrund seiner Bevölkerungsgröße, Wirtschaftskraft (als größter Erdölproduzent Afrikas) und wichtigen geopolitischen Rolle gilt Nigeria als Schlüsselpartner der USA in Afrika. Beide Länder kooperieren in den Bereichen Handel, Sicherheit und Entwicklung und pflegen enge personelle und kulturelle Kontakte.

## Geschichte

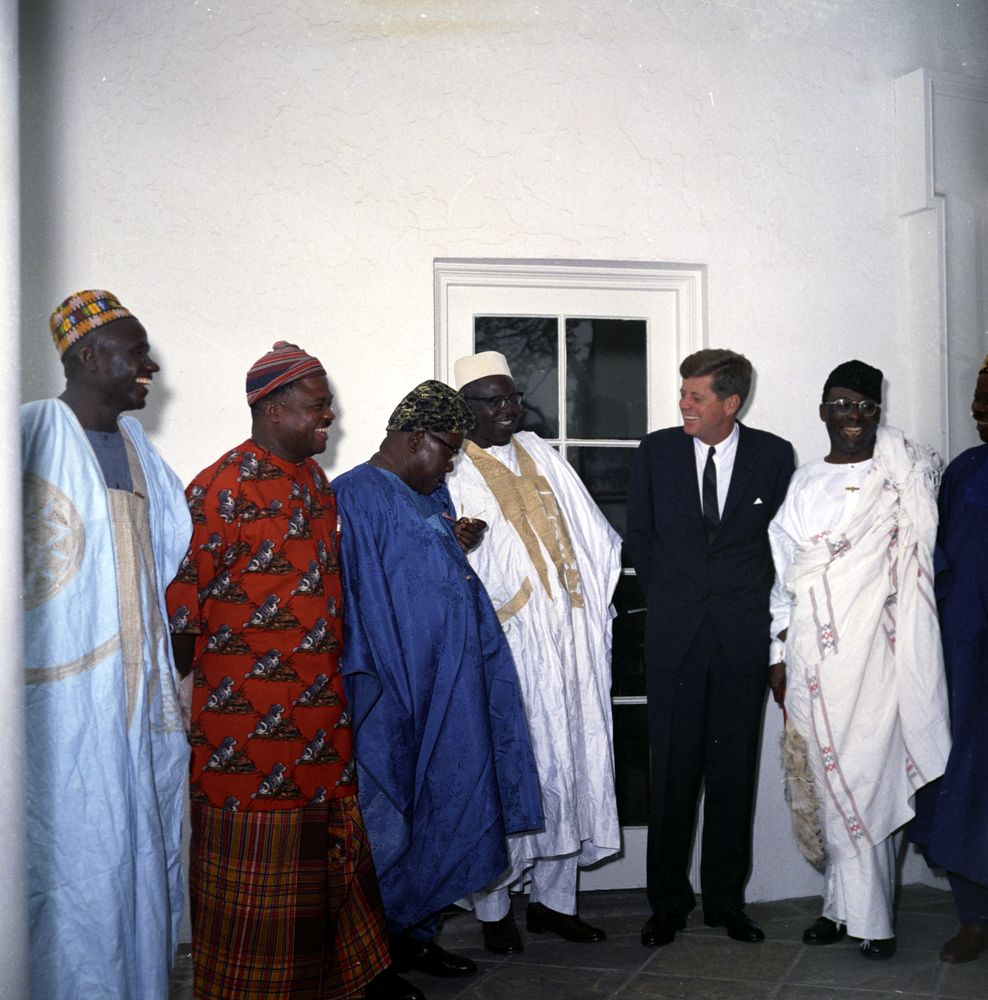
John F. Kennedy mit Parlamentsabgeordneten aus Nigeria (1962)

Die offiziellen Beziehungen zwischen den USA und Nigeria begannen 1960, dem Jahr der nigerianischen Unabhängigkeit von Großbritannien. Die USA erkannten das neue Land umgehend an und eröffneten eine Botschaft in Lagos (damals der Hauptstadt des Landes). Präsident Dwight D. Eisenhower entsandte den New Yorker Gouverneur Nelson Rockefeller als seinen Vertreter zu den Unabhängigkeitsfeierlichkeiten in Lagos. In den frühen 1960er Jahren unterstützten die USA Nigeria mit wirtschaftlicher Entwicklungshilfe. So bewilligte die Regierung John F. Kennedys 1961 ein großes Entwicklungskreditprogramm für Nigeria, um den jungen Staat wirtschaftlich zu fördern. Nigeria wurde als eines der größten Länder Afrikas extra gefördert, um einen Modellstaat aufzubauen. Nigeria galt Washington zunächst als vielversprechende Demokratie und wichtiger afrikanischer Partner, und der erste nigerianische Premierminister Abubakar Tafawa Balewa wurde in den USA mit Wohlwollen empfangen.
Es kehrte jedoch bald darauf Ernüchterung ein. Die innenpolitische Instabilität Nigerias Mitte der 1960er Jahre belastete zeitweise das bilaterale Verhältnis. Nach mehreren Militärputschen im Jahr 1966 und dem Ausbruch des Biafra-Kriegs (1967–1970) bemühten sich die USA zunächst um Zurückhaltung. Offiziell unterstützte Washington die Wahrung der Einheit Nigerias und erkannte die Sezessionsregierung in Biafra nicht an. Gleichzeitig leisteten US-Organisationen humanitäre Hilfe für vom Krieg betroffene Zivilisten in Biafra, etwa durch Lebensmittel- und Medizinlieferungen über das Rote Kreuz. Der nigerianische Bürgerkrieg endete 1970 mit der Wiederherstellung der staatlichen Einheit; die humanitäre Katastrophe mit bis zu drei Millionen Toten belastete das Ansehen der nigerianischen Militärregierung international jedoch stark, weshalb die meisten Geberstaaten auf Distanz gingen.
In den 1970er Jahren etablierte sich Nigeria als regional einflussreicher Ölstaat und Wortführer der anti-kolonialen Front in Afrika, was die Beziehungen zu den USA teils herausforderte. Nigeria setzte sich lautstark gegen das Apartheid-Regime in Südafrika und für die Unabhängigkeit Angolas und Namibias ein, während die USA in der Hochphase des Kalten Krieges mitunter zögerlicher agierte. Dennoch blieben die bilateralen Kontakte eng: 1977 reiste Nigerias damaliges Staatsoberhaupt Olusegun Obasanjo zu politischen Konsultationen nach Washington, und im März/April 1978 besuchte US-Präsident Jimmy Carter Nigeria – der erste amtierende US-Präsident überhaupt, der südlich der Sahara auf Staatsbesuch ging. Carter würdigte Nigerias Führungsrolle in Afrika und sagte Unterstützung bei Wirtschaftsreformen und der Lösung regionaler Konflikte zu. Er äußerte auch die Absicht, Handel und technische Kooperation auszubauen.

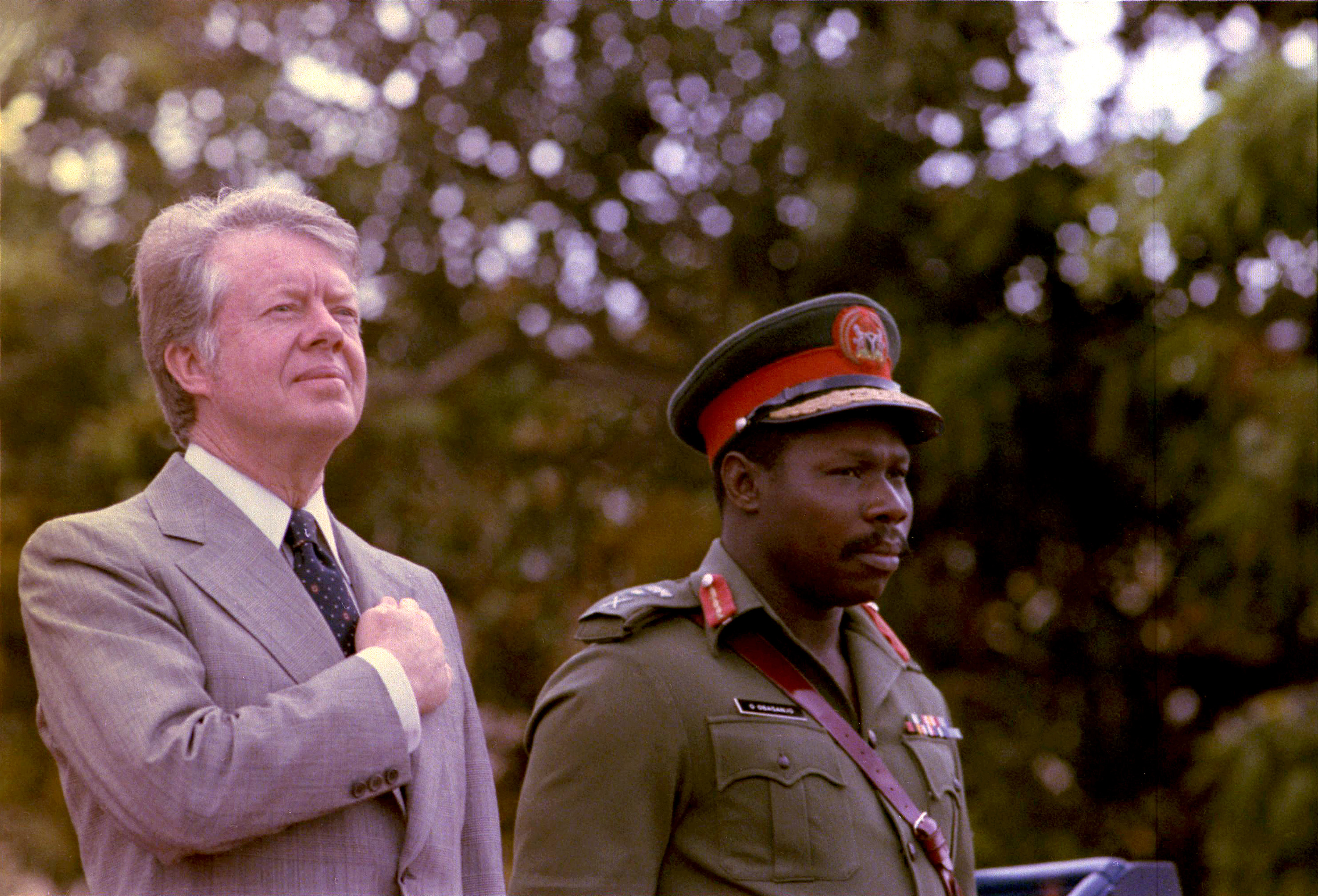
Jimmy Carter mit Olusegun Obasanjo in Nigeria (1978)

Die 1980er Jahre waren geprägt von wechselnden Regierungen in Nigeria – vom kurzlebigen demokratischen Intermezzo (Zweite Republik 1979–1983 unter Präsident Shehu Shagari) bis zu weiteren Militärherrschern (Muhammadu Buhari 1983–1985, Ibrahim Babangida 1985–1993). Die USA hielten in dieser Zeit die diplomatischen Beziehungen aufrecht und arbeiteten punktuell mit Nigeria zusammen, etwa in der regionalen Friedenssicherung. Nigeria engagierte sich führend in westafrikanischen Friedenstruppen (ECOMOG) zur Beendigung der Bürgerkriege in Liberia und Sierra Leone Anfang der 1990er Jahre, was von den USA finanziell und logistisch unterstützt wurde.
Ein Tiefpunkt der Beziehungen wurde in den 1990er Jahren während der Diktatur von General Sani Abacha erreicht. Abacha regierte Nigeria von 1993 bis 1998 mit harter Hand, nachdem er eine demokratische Wahl annulliert hatte. Insbesondere die Hinrichtung des regimekritischen Schriftstellers Ken Saro-Wiwa und weiterer Aktivisten im November 1995 rief weltweit Empörung hervor. Die USA verurteilten die Exekution scharf und verhängten – in Abstimmung mit der EU und dem Commonwealth – zusätzliche Sanktionen gegen Nigeria. So erweiterten die USA ihre bereits seit 1993 bestehenden Restriktionen (Aussetzung militärischer Hilfe und Ausbildung) um ein Verbot von Rüstungsverkäufen und -reparaturen sowie Einreisesperren für hochrangige nigerianische Militärs. Investitionen und Entwicklungshilfe wurden zurückgehalten.
Erst nach Abachas plötzlichem Tod 1998 und der darauffolgenden Übergabe der Macht an eine Zivilregierung normalisierten sich die Beziehungen wieder. Die Präsidentschaft von Olusegun Obasanjo (1999–2007), einem ehemaligen Militärherrscher, der nun als gewählter Zivilpräsident die dritte Republik anführte, wurde von Washington begrüßt. Präsident Bill Clinton besuchte im August 2000 Nigeria als zweiter US-Präsident und würdigte die Rückkehr des Landes zur Demokratie. In den 2000er Jahren vertieften sich die Kontakte weiter: Nigeria und die USA richteten 2010 eine gemeinsame Binational Commission (BNC) ein, um in regelmäßigen Dialogen Schlüsselthemen wie wirtschaftliche Entwicklung, Korruptionsbekämpfung und innere Sicherheit zu besprechen. Unter Präsident George W. Bush arbeiteten beide Länder etwa im Gesundheitsbereich zusammen (Bekämpfung von HIV/AIDS im Rahmen des PEPFAR-Programms) und bei friedensfördernden Maßnahmen in Afrika.

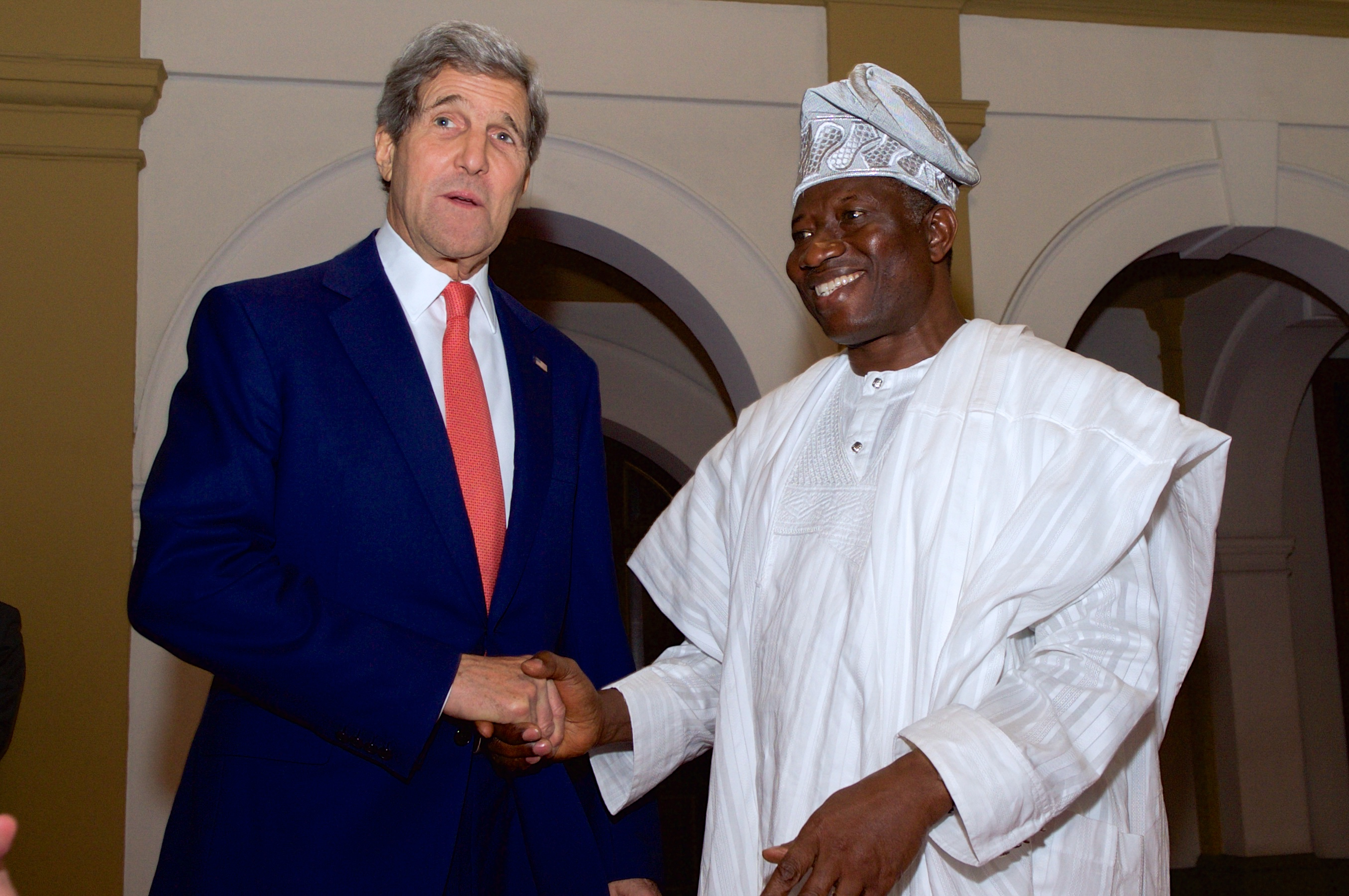
US-Außenminister John Kerry mit Goodluck Jonathan (2015)

Für neue Herausforderungen sorgte das Aufkommen von Boko Haram in den 2010er Jahren. Die USA unterstützten Nigeria ab 2014 beim Kampf gegen Boko Haram, unter anderem durch Geheimdienstinformationen und humanitäre Hilfe, übten jedoch auch Kritik an Menschenrechtsverletzungen der nigerianischen Streitkräfte. Aufgrund von Bedenken über die militärischen Methoden Nigerias blockierte die Obama-Regierung 2014 sogar zeitweise den Transfer von Kampfhubschraubern an Nigeria. Die nigerianische Regierung beklagte daraufhin einen Mangel an Unterstützung und sagte ein gemeinsames Militärtraining im selben Jahr ab.  Der erste friedlichen Machtwechsel zwischen Regierungsparteien in der nigerianischen Geschichte mit der Wahl des Oppositionskandidaten Muhammadu Buhari zum Präsidenten 2015, wurde von den USA ausdrücklich begrüßt.
Unter Buhari intensivierte sich die Zusammenarbeit wieder. 2017 genehmigten die USA den Verkauf von 12 leichten A-29 „Super Tucano“-Kampfflugzeugen an Nigeria, um dessen Luftwaffe im Kampf gegen Aufständische zu stärken. Im April 2018 empfing US-Präsident Donald Trump Präsident Buhari im Weißen Haus zu Gesprächen über Wirtschaftsbeziehungen und Sicherheit – es war der erste Besuch eines schwarzafrikanischen Staatschefs bei Trump. Allerdings ließ Trump 2020 auch Einreisebeschränkungen für nigerianische Staatsbürger aus Sicherheitsbedenken erlassen. Diese Maßnahme wurde unter seinem Nachfolger Joe Biden schließlich zurückgenommen. Im November 2021 reiste US-Außenminister Antony Blinken nach Abuja und betonte dort die Bedeutung Nigerias als demokratischer Partner. Kurz zuvor hatten die USA Nigeria von der Liste der Länder mit besonderer Besorgnis in puncto Religionsfreiheit gestrichen.

## Wirtschaftsbeziehungen
Die wirtschaftlichen Beziehungen zwischen den USA und Nigeria konzentrieren sich vor allem auf Handel mit Energierohstoffen und Investitionen im Öl- und Gassektor. Amerikanische Unternehmen gehören zu den größten ausländischen Investoren in Nigeria, insbesondere in der Erdölförderung und petrochemischen Industrie (u. a. ExxonMobil). So beruhen 90 Prozent der US-Einfuhren aus Nigeria auf Erdöl. Umgekehrt exportieren die USA vor allem Industriegüter nach Nigeria, darunter Maschinen, Fahrzeuge, Flugzeuge, Chemikalien und Getreide. Der bilaterale Warenhandel erreichte 2022 ein Volumen von über 8 Milliarden US-Dollar. Nigeria ist damit einer der größten Handelspartner der USA in Subsahara-Afrika (neben Südafrika) und profitiert vom amerikanischen Handelspräferenzprogramm AGOA, das Zollvergünstigungen für afrikanische Exporte gewährt. Zur Vertiefung der Wirtschaftskooperation haben beide Länder 2000 ein Handels- und Investitions-Rahmenabkommen (Trade and Investment Framework Agreement) geschlossen. Nigeria gehörte 2023 mit Hilfszahlungen in Höhe von einer Milliarde US-Dollar zu den wichtigsten Empfängern von amerikanischer Entwicklungshilfe.

## Kulturbeziehungen
Die Beziehungen zwischen Nigeria und den USA sind auch durch enge personelle und kulturelle Kontakte geprägt. Die nigerianische Diaspora in den Vereinigten Staaten ist die mit Abstand größte aller afrikanischen Herkunftsgruppen. So leben in den USA knapp 760.000 Nigerianer und nigerianischstämmige Personen (2023), wobei auch viele Afroamerikaner aus Gebieten verschleppt wurden, welche zum heutigen Nigeria gehören, und damit indirekt nigerianischer Abstammung sind. Nigerianische Migranten gelten als überdurchschnittlich gut ausgebildet: Laut Untersuchungen des Migration Policy Institute besitzen rund 61 % der in den USA lebenden Nigerianer mindestens einen Bachelor-Abschluss, womit sie die akademisch erfolgreichste Immigrantengruppe darstellen. Die Zahl der nigerianischen Studenten an US-Colleges und -Universitäten stieg bis 2023/2024 auf 20.029 Studenten (Platz 7 unter den Herkunftsländern von ausländischen Studierenden).
Auf kultureller Ebene besteht ein reger wechselseitiger Einfluss. Amerikanische Populärkultur – von Hollywood-Filmen bis zu Musik – ist in Nigeria weit verbreitet, da Englisch Landessprache ist und US-Medien leicht rezipiert werden können. Umgekehrt finden in den letzten Jahren nigerianische Kulturprodukte zunehmend Beachtung in den USA. So genießen etwa nigerianische Autoren (z. B. Chimamanda Ngozi Adichie) und die Nollywood-Filmindustrie internationale Anerkennung. Besonders im Bereich der Musik haben nigerianische Künstler wie Burna Boy, Wizkid oder Tems Erfolge in den USA gefeiert und tragen zur Verbreitung von Afrobeats und afrikanischer Musik bei.

## Sicherheitsbeziehungen

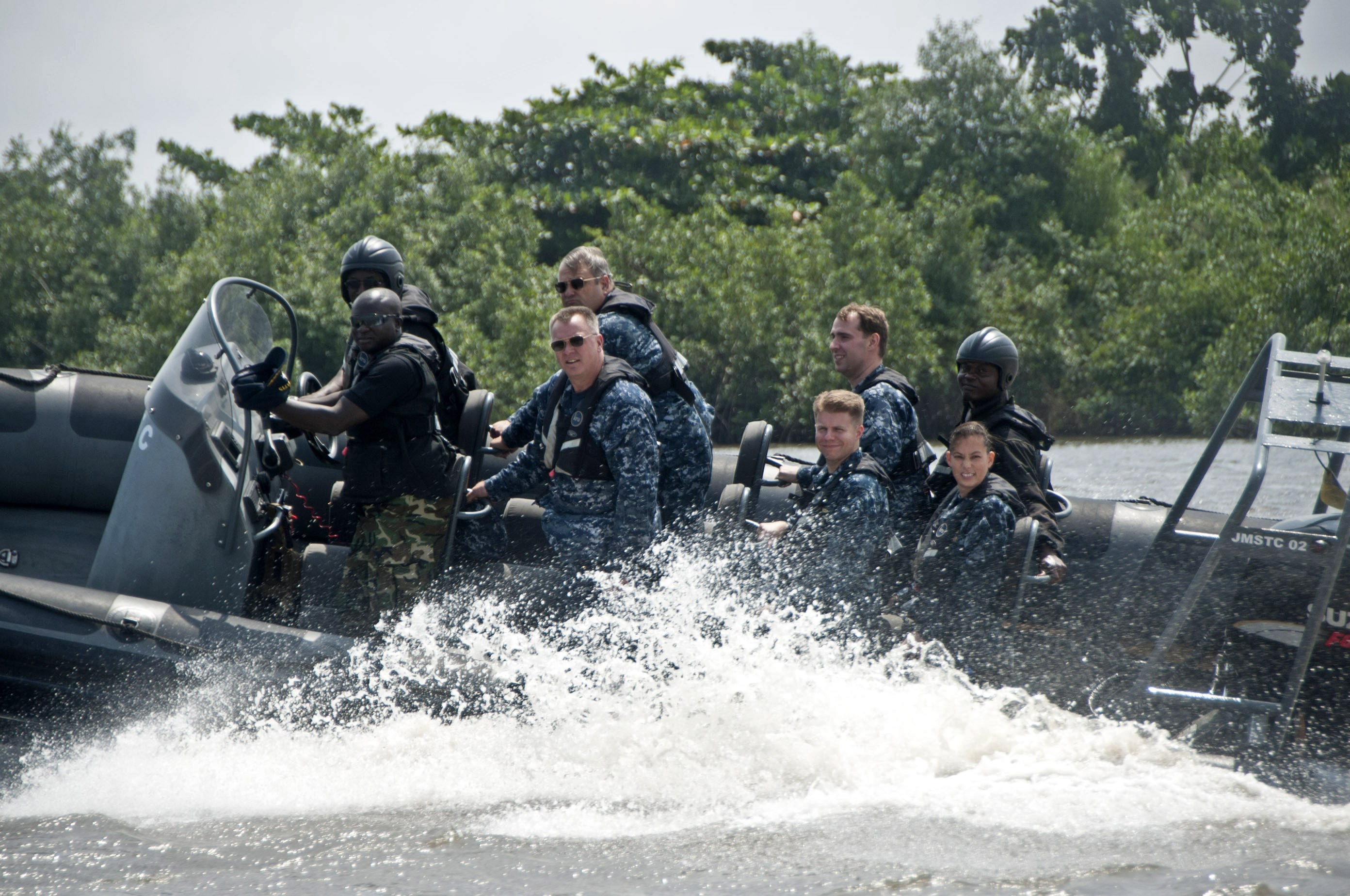
Angehörige der US Navy bei einer Übung mit nigerianischen Streitkräften (2011)

Die sicherheitspolitische Zusammenarbeit zwischen den USA und Nigeria fokussiert sich vor allem auf die Bereiche Terrorismusbekämpfung, militärische Ausbildung und maritime Sicherheit. Als bevölkerungsreichstes Land Afrikas mit vielfältigen Sicherheitsherausforderungen (Boko-Haram-Aufstand im Nordosten, Konflikte zwischen Hirten und Farmern, Piraterie im Golf von Guinea usw.) ist Nigeria ein wichtiger Partner der USA in afrikanischen Friedens- und Sicherheitsinitiativen. Seit der Rückkehr zur Zivilherrschaft 1999 unterstützen die USA die Professionalisierung und Reform der nigerianischen Streitkräfte. Gemeinsame Ausbildungsprogramme und Militärübungen zielen darauf ab, die Fähigkeit Nigerias zur Terrorismusabwehr und Grenzsicherung zu stärken. Beispielsweise beteiligten sich US-Militärausbilder an der Schulung nigerianischer Einheiten für den Kampf gegen Boko Haram und lokale IS-Ableger. Auch der Küstenschutz am Golf von Guinea ist ein Prioritätsgebiet der Zusammenarbeit.  Insgesamt belief sich die US-Sicherheitsunterstützung (inklusive Ausbildung, Ausrüstung und Finanzierung) für Nigeria von 2017 bis 2021 auf etwa 650 Millionen US-Dollar. Die nigerianischen Streitkräfte haben traditionell auch an US-Programme zur Friedenssicherung teilgenommen, und Nigeria stellt seit Jahrzehnten bedeutende Truppenkontingente für UN-Friedensmissionen, was von den USA honoriert wird.